# Усадищенский сельсовет
Усадищенский сельсовет — упразднённая административно-территориальная единица, существовавшая на территории Московской губернии и Московской области до 1939 года.
Усадищенский сельсовет был образован в первые годы советской власти. По данным 1919 года он входил в состав Усмерской волости Бронницкого уезда Московской губернии.
В 1927 году из Усадищенского с/с был выделен Усмерский с/с.
По данным 1926 года в состав сельсовета входили деревни Усадищи и Усмерский погост.
В 1929 году Усадищенский с/с был отнесён к Ашитковскому району Коломенского округа Московской области.
31 августа 1930 года Ашитковский район был переименован в Виноградовский.
17 июля 1939 года Усадищенский с/с был упразднён. При этом его единственный населённый пункт (Усадище) был передан в состав Барановского с/с.